# Vernon H. Vaughan
Vernon H. Vaughan (Mount Meigs, 11 de fevereiro de 1838 – Sacramento, 4 de dezembro de 1878) foi um líder político norte-americano que serviu como 8º governador do Território de Utah.

## Biografia
Nascido em Mount Meigs, Alabama, Vaughan serviu como secretário territorial de Utah do governador John Shaffer e, após a morte repentina de Shaffer no cargo, o presidente Ulysses S. Grant nomeou Vaughan para preencher a vaga como governador. Durante o governo de Vernon, ocorreu a Rebelião de Wooden Gun, que, de acordo com a proclamação de John Shaffer, foi uma broca ilegal por membros da Legião de Nauvoo em novembro de 1870. No entanto, todos os acusados foram presos e julgados, mas depois todos liberados. Ele passou três meses sem intercorrências e não foi reconduzido. Ele morreu em 4 de dezembro de 1878 em Sacramento.